# سیمپسون‌ها (فصل ۲۵)
بیست و پنجمین فصل سریال سیمپسون‌ها در تاریخ ۲۹ سپتامبر ۲۰۱۳ از شبکه فاکس شروع به پخش شد و در روز هجدهم مه ۲۰۱۴ به پایان رسید.
در این فصل، هومر سهام شرکت اپل خود را برای خرید یک توپ بولینگ می‌فروشد؛ لیسا سردسته‌ی تشویق‌کنندگان تیم فوتبال اسپرینگ‌فیلد می‌شود؛ مارج با بارت دچار مشکلات نوجوانانه‌ی مادر-فرزندی می‌شود و هومر بچه به دنیا می‌آورد. مهمانان و صداپیشگان ویژه‌ی این فصل عبارت اند از: جاد اپتاو، ویل آرنت، اندرسون کوپر، هارلن الیسون، زک گالیفیاناکیس، جو نمث، استن لی، اوا لونگوریا، ریچل مدو، دنیل رادکلیف، آرون سورکین، مکس وان سیدو و کریستن ویگ. این فصل، پانزدهمین فصل ال جین بود و در کل، سیزدهمین فصلی بود که سیمپسون‌ها را می‌گردانْد. مت گرونینگ، جیمز ال. بروکس، مت سلمن و جان فرینک مدیران اجرایی این فصل بودند. ال جین اعلام کرد که ادنا کراپابل پس از مرگ مارسیا والاس در اکتبر ۲۰۱۳ از ادامه کار در شو کناره‌گیری کرد و خود را بازنشسته کرد..
فوریه ۲۰۱۴، پخش قسمت‌های سیمپسون‌ها بدلیل پخش سوپر بول (در رادرفورد شرقی، نیوجرسی، ایالات متحده)، المپیک زمستانی ۲۰۱۴ (در سوچی، روسیه)، پخش دِی‌تونا ۵۰۰ (۲۰۱۴) (در ساحل دِی‌تونا، فلوریدا، ایالات متحده) و هشتاد و ششمین جوایز آکادمی (اسکار) (در هالیوود، لس آنجلس، کالیفرنیا) به تعویق افتاد.
این فصل از سیمپسون‌ها، از بین نامزدی در چهار بخش، برنده‌ی سه جایزه امی شد که یکی از آنها شامل دریافت جایزه‌ی بهترین صداپیشه بود که به هری شیرر تعلق یافت. این فرد از بین افراد اصلی سریال، آخرین کسی بود که موفق به دریافت این جایزه شد.